# Distretto di Hacıbektaş
Il distretto di Hacıbektaş (in turco Hacıbektaş ilçesi) è uno dei distretti della provincia di Nevşehir, in Turchia.